# Irma Thomas
Irma Thomas (születési nevén: Irma Lee) (Ponchatoula, 1941. február 18. –) amerikai énekesnő, a New Orleans-i soul királynője (Soul Queen of New Orleans).

## Pályakép
Baptista templomi kórusban kezdett énekelni. Tizenhárom esztendős volt, amikor első felvétele készült. Ezután Tom Ridgley együttesével énekelt, majd lemezajánlatokat kapott.
A hetvenes években Los Angelesben majd New Orleansban élt, ahol a jazzfesztiválokon sikeresen szerepelt. Pályája egyik legjobb lemeze, a The Soul Queen of New Orleans ekkoriban jelent meg.
A nyolcvanas és kilencvenes években koncertezett és szakmailag kitűnő lemezei jelentek meg; közepes sikerrel.
2006-ban jelent meg az After The Rain című Grammy-díjas albuma. 2009-ben beiktatták a blues halhatatlanjai közé.
Gospelt és bluest is énekel.

## Albumok
- 1964: Wish Someone Would Care (Imperial)
- 1966: Take a Look (Imperial)
- 1973: In Between Tears (Fungus)
- 1976: New Orleans Jazz & Heritage Festival (Island)
- 1977: Irma Thomas Live (Island)
- 1978: Soul Queen of New Orleans (Maison De Soul)
- 1979: Safe with Me (RCS)
- 1981: In Between Tears (reissue) (Charly) Fungus
- 1981: Hip Shakin' Mama (reissue of Island LP) (Charly) Island
- 1986: The New Rules (Rounder)
- 1988: The Way I Feel (Rounder)
- 1991: Live: Simply the Best (Rounder)
- 1992: True Believer (Rounder)
- 1993: Walk Around Heaven: New Orleans Gospel Soul (Rounder)
- 1997: The Story of My Life (Rounder)
- 1998: Sing It! (Rounder) with Marcia Ball & Tracy Nelson
- 2000: My Heart's in Memphis: The Songs Of Dan Penn (Rounder)
- 2006: After the Rain (Rounder)
- 2008: Simply Grand (Decca/Rounder)
- 2013: For The Rest Of My Life (Swamp Island)